# Пау Тисан
Пау Тисан (кит. трад. 包青山, пиньинь Бао Циншань), псевдоним Костя; 1887, Мукден, Китай, — 23 апреля 1926, Москва, СССР) — революционер китайского происхождения, участник Гражданской войны в России, командир китайских воинских соединений в составе Красной армии, участник борьбы с басмачеством, член ВКП(б).

## Биография
Родился в 1887 году в Мукдене. Рано осиротел. В 1905 году с русским офицером, возвращавшимся с Русско-Японской войны, приехал в Тифлис. Здесь Пау Тисан окончил гимназию, здесь же стал участвовать в революционном движении и стал большевиком.
Революция застала Пау Тисана в Петрограде, здесь он записался в красногвардейцы. Вскоре Союз китайских рабочих направил Пау Тисана в знакомые ему места для установления связей с соотечественниками на Северном Кавказе и в Грузии, многие из которых были китайские рабочие, привезённые на Кавказ во время Первой мировой войны.
В марте 1918 года по инициативе С. Буачидзе Пау Тисан стал командиром 1-го отдельного Китайского отряда ЧК Терской республики, сформированного из наиболее отличившихся китайских бойцов и командиров Владикавказского, Харьковского и Тираспольского красногвардейских отрядов. Заместителем командира отряда стал Су Лодю, до прибытия в Россию командовавший стрелковым батальоном в китайской армии.
На посту командира Пау Тисан ввёл в отряде железную дисциплину, вёл борьбу с карточными играми, самовольными уходами из расположения части. По воспоминаниям председателя Кавказского крайкома РКП(б) Ф. Е. Махарадзе, 1-й отдельный отряд ЧК стал важной опорой советской власти на Тереке. Первоначально отряду была поручена охрана владикавказских арсеналов, железнодорожного вокзала и республиканского банка, но уже в июле 1918 он принял участие в боях с белогвардейцами за станцию Прохладная, во время взятия которой красными сыграл ключевую роль. К середине июля, когда белые подтянули резервы из Моздока, во время отхода красных к Владикавказу отряд Пау Тисана вёл сдерживающие арьергардные бои у села Астемирово, а затем у кабардинского селения Муртазово. С 5 по 16 августа 1918 года отряд Пау Тисана участвовал в уличных боях за Владикавказ, обороняя Курскую и Молоканскую слободы, отдельные кварталы и здания в центре города, десять суток удерживали штаб Тервоенсовета. Вскоре освобождения Владикавказа одна рота китайского отряда ТерЧК убыла на грозненское направление Кавказского фронта.
По свидетельству С. Орджоникидзе, бойцы Пау Тисана никогда не оставляли врагу погибших друзей.
В феврале 1919 года, когда Терская республика пала под ударами войск генерала А. Деникина, владикавказская часть отряда Пау Тисана прикрывала отступление частей 11-й армии красных в Грузию, а затем вместе с остальными соединениями стала с боями пробиваться к низовьям Волги, при этом полностью сохранив своё вооружение и даже заполучив трофейные пулемёты. В марте 1919 года отряд принял активное участие в подавлении антисоветского восстания в Астрахани.
В мае 1919 1-й отдельный Китайский отряд Терской ЧК, пополнившись китайцами — астраханскими портовыми грузчиками и рыбаками, был переформирован в отдельную Китайскую роту при штабе 33-й дивизии. Участвуя с этим соединением в боях с белогвардейцами на Дону и Кубани, паутисановцы и солдаты входившего в 33-ю дивизию китайского батальона под командованием Ян Чжуня летом 1920 года были сведены в 10-й отдельный Восточный интернациональный батальон Всекавказской армии труда, который сразу же направили на восстановление разрушенных грозненских нефтепромыслов и железнодорожных путей. Весной 1921-го солдаты Пау Тисана и Ян Чжуня вместе со 150 китайскими рабочими из Тифлиса были сведены в 1-й отдельный Китайский отряд ЧК, созданной в январе того же года в составе РСФСР Горской Автономной Советской Социалистической Республики; начальником отряда, пунктом постоянной дислокации которого вновь стал Владикавказ, опять был назначен Пау Тисан. На территории ГАССР, а с начала января 1922 года в Ростове-на-Дону отряд вёл активную борьбу с бандитизмом: во время разгула уголовных элементов в Ростове Пау Тисан предложил ввести в городе военное положение.

Фото из судебного дела

После расформирования отряда в марте 1922 Пау Тисан вместе с девятью соратниками убыл в Среднюю Азию, где, приняв командование Мусульманским кавалерийским дивизионом, провёл десятки спецопераций против басмачей (заместителем командира был армянин Б. Бадаев, а комиссаром — узбек А. Адылов).
В мае 1923 Пау Тисан отозван в Москву, где ему был вручён орден Красного Знамени за боевые действия в Туркестане. Накануне отъезда самаркандский ревком наградил Пау Тисана золотыми часами с надписью: «Первому герою басмаческого фронта».
После войны работал переводчиком Киевской объединённой школы командиров.
10 ноября 1925 арестован в Москве. 19 апреля 1926 осуждён Коллегией ОГПУ к высшей мере наказания по обвинению в контрреволюционной террористической деятельности. Расстрелян 23 апреля 1926 года в Яузской больнице.
Реабилитирован 18 октября 1991 года Законом РСФСР «О реабилитации жертв политических репрессий».

## Семья
Был женат на Евгении Макаровне Балаевой, у них родилась дочь Элеонора.

## Память
В 1960 году во Владикавказе состоялось торжественное открытие обелиска в честь китайских воинов-интернационалистов, погибших в годы Гражданской войны во Владикавказе. Автор памятника — архитектор А. Бтемиров. Площадь, где был установлен обелиск, стала называться Китайская (позднее переименована в Площадь революции).
В 1961 году Воениздат выпустил комплект открыток «Герои Гражданской войны» (Редактор-составитель Луферов А. У., Художественный редактор Сорокин В. В., Тарасов А. И.). Среди прочих в комплект входит и портрет Пау Тисана.